# Havia fosca
L'havia fosca (Habia gutturalis) és un ocell de la família dels cardinàlids (Cardinalidae).

## Hàbitat i distribució
Habita la densa selva pluvial, sotabosc i vegetació secundària de les terres baixes al nord-oest i centre de Colòmbia.